# Pârâul Rău, Bulz
Părâul Rău este un afluent al râului Bulz. 

### Hărți
- Harta munții Bihor-Vlădeasa  Arhivat în 9 iunie 2008, la Wayback Machine.
- Harta munții Apuseni